# Lorens Pasch den äldre

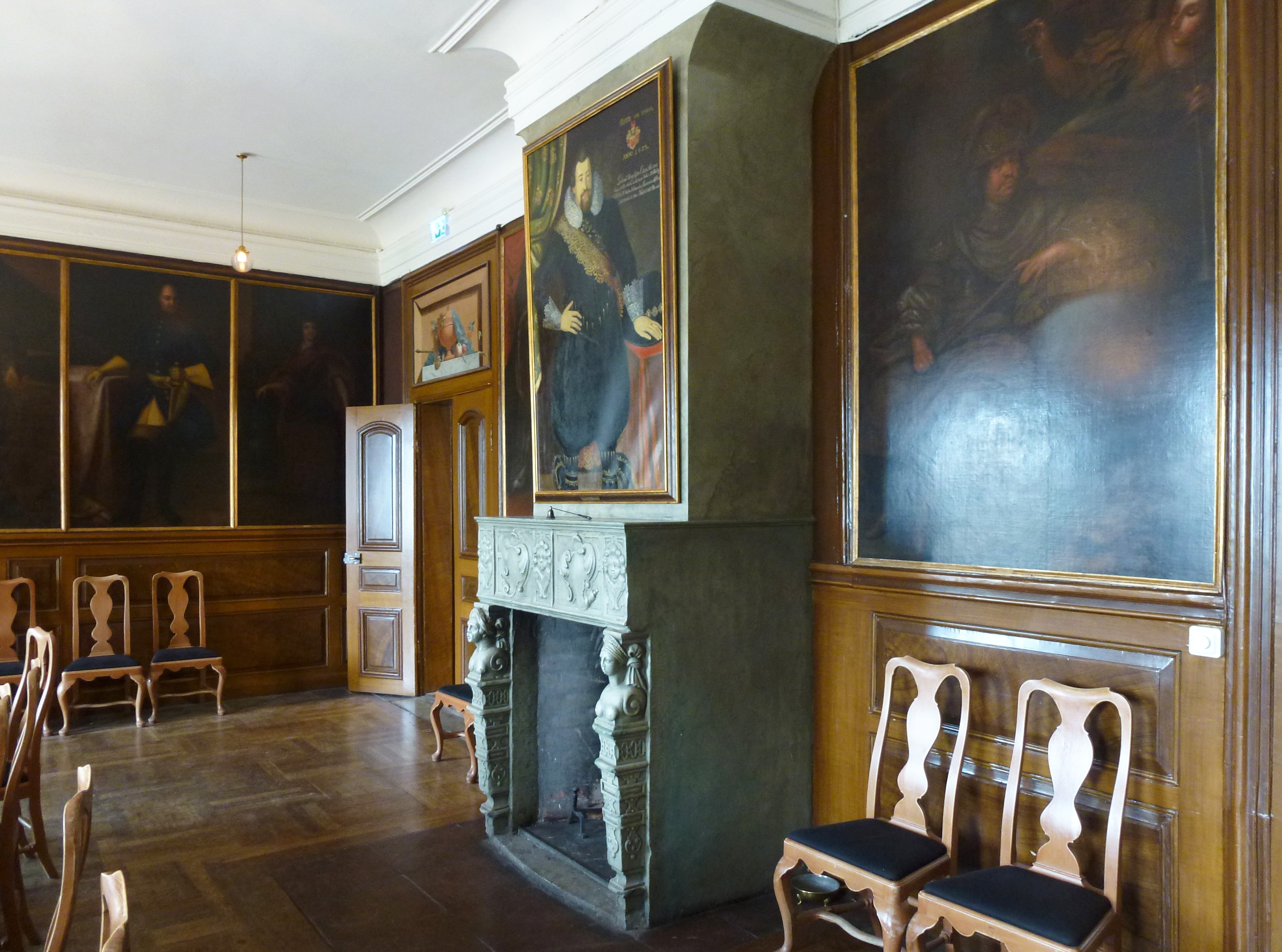
Edsbergs slott, stora salen. Kungaporträtten på väggarna tillskrivs Lorens Pasch den äldre.

Lorens Pasch den äldre, född i mars 1702 i Stockholm, troligen i Jakob och Johannes församling, död 27 april 1766 (i Klara församling), var en svensk målare.
Lorens Pasch den äldre var son till åldermannen vid målarämbetet Danckwardt Pasch den äldre och Judith Larsotter.
Han var far till sonen Lorens Pasch den yngre och dottern Ulrica Pasch, han var bror till Danckwardt Pasch den yngre och Johan Pasch, alla konstnärer.

## Biografi
Pasch, som skrev sitt namn Lorentz Pasch, utbildades i målaryrket av sin far, dekorationsmålaren Danckwardt Pasch den äldre från Lübeck. Fadern var hovmålare och var huvudsakligen verksam som dekorationsmålare. Han var elev i David von Kraffts ateljé i Stockholm från 1714. År 1721 reste han till England, där han introducerades i brittiska konstkretsar av sina landsmän Michael Dahl och Hans Hysing. Han studerade bland annat nederländaren Peter Lelys och tysken Godfrey Knellers måleri, de båda målarna var verksamma i England och i London bedrev han konststudier under åren 1721–1728. I Stockholm var han verksam från 1728, dit han återvände först efter faderns död.
Pasch gifte sig 6 augusti 1730 i Stockholm i Jakob och Johannes församling med Anna Helena Beckman, född omkring 1706, död 26 augusti 1756 i Stockholm i Nikolaus församling, vid 50 års ålder. Hon var dotter till slaktaråldermannen Olof Beckman och Catharina Roth.

## Liv och verk

### I Stockholm
I den tyskfödde konstnären David von Kraffts ateljé i Stockholm samlades de flesta av tidens svenska porträttmålare. Bland de främsta av dessa blivande svenska porträttmålare, som lärdes upp av David von Krafft, var porträttmålarna Hans Hysing, porträttmålaren Johan David Schwartz, Johan Starbus, Georg Engelhard Schröder, Olof Arenius, Johan Henrik Scheffel och Gustaf Lundberg. Även om en del av de nämnda redan lämnat ateljén när Pasch gick i lära för David Krafft, kan det förutsättas att han där inhämtade grundläggande intryck inför sin vidare utveckling. De bistra tiderna drev konstnärerna utomlands. För Pasch blev det England som lockade, med inspirerande exempel av Georg Engelhard Schröder, Michael Dahl, Hans Hysing och Johan David Schwartz. I England hade en svensk konstnärskoloni bildats, och Pasch kunde räkna med gott mottagande när han 1721 begav sig dit.

### I London
Pasch tillhörde den svenska församlingen i London och där betalade han "Stohlrumspengar". Han studerade där för Michäl Dahl och Hans Hysing, enligt uppgifter, som sannolikt kommer från Lorens Pasch själv. I London var också Georg Engelhard Schröder samtida med Pasch. Schröder studerade i Louis Chéron och John Vanderbanks akademi och han var kamrat med William Hogarth. Vanderbank studerade under Sir Godfrey Kneller på James Thornhills konstakademi i Great Queen Street från 1711 till 1720, när han gick med Louis Chéron för att hitta sin egen akademi i St Martin's Lane. År 1718 hade Chéron och Vanderbanks akademi delats från Gottfrey Knellers Great Queen Street Academy, där de båda undervisade, för att bilda sin egen St. Martin Lane Academy. Chéron dog i London 1725 och begravdes på Sankt Paulskatedralen, St Paul Covent Garden. Den nittonårige Pach var öppen för intryck, och han erbjöds en blandning av engelska, franska och italienska stilar. På 1720-talet började den nya stilen, rokokon, som hade rötter i både Italien och Flandern, men föddes i Frankrike. Han lockades då till Paris, men resan dit inställdes på grund av hans fars död 1727 och tvistigheter om arvet. Istället återvände Pasch tillbaka till Stockholm. Han bosatte sig till en början i kvarteret Skotten i nuvarande Klaratrakten på Norrmalm, men efter sitt giftermål köpte han eget hus i kvarteret Jericho på Jakobsbergsgatan 24 på Norrmalm, nuvarande Televerkets hus.
I Paschs målningar kan man skönja influenser från hans samtida William Hogarth. Här finns också en elegans som pekar framåt mot Gainsborough. Vid sin återkomst till Sverige blev han vid sidan Georg Engelhard Schröder, Olof Arenius, Johan Henrik Scheffel en av Sveriges mest ansedda porträttmålare, men ställdes vid mitten av 1700-talet i Gustaf Lundbergs skugga. Paschs tidiga målningar visar tydlig influens från fransk rokoko och bidrog till stilens genombrott i Sverige, men han blev senare mer stel i sin stil. Han utbildade även sina barn i målaryrket, vilka båda blev framstående porträttkonstnärer.  
Bland hans verk märks ett porträtt av Fredrik I (1743, Ateneum, Helsingfors), porträtt av Erik Brahe (1732, Tyresö slott), Flöjtblåsande gosse (1737, Sinebrychoffska samlingen, Helsingfors), porträtt av Adam Horn (1735, Sjöboholm), samt Hedvig Ulrika Taube (i familjen Taubes ägo) samt ett flertal verk vid och Nationalmuseum i Stockholm.
Som introduktör av den nya livsstilen i Sverige spelade Lorens Pasch en viktig roll, han bidrog vid övergången till rokokon med en graciös lätthet efter det karolinska tidevarvets allvar och stränghet. Från sina resor förde han hem en fläkt av den stora världen. Därmed bidrog han att lägga grunden till det sena 1700
-talets kulturella storhetstid. Paschs anseende minskade hos publiken mot slutet av 1740-talet och han tvingades till massproduktion till låga priser. Detta var en verksamhet som gjorde hon "ledsen och trötter". Hans barn, sonen Lorens Pasch den yngre och dottern Ulrika Pasch, måste främst räknas som hans lärjungar. Vidare har det antagits att Johan Stålbom,  som under 1740-talet var verksam i Östergötland, gick i lära hos Lorens Pasch och hos hans bror Några som vidare har antagits ha gått i lära hos Pasch var vidare Johan Stålbom, som under 1740-talet var verksam i Östergötland, samt Johan Buhre. Även en konterfejare vid namn Lindbom gick i lära hos Pasch. Till lärjungeskaran bör möjligen även Johan Joachim Streng (1707–1763), som målade porträtt i olja, ibland även miniatyrer.

## Porträttmålningar

Pehr Kalling (1729). Nationalmuseum.
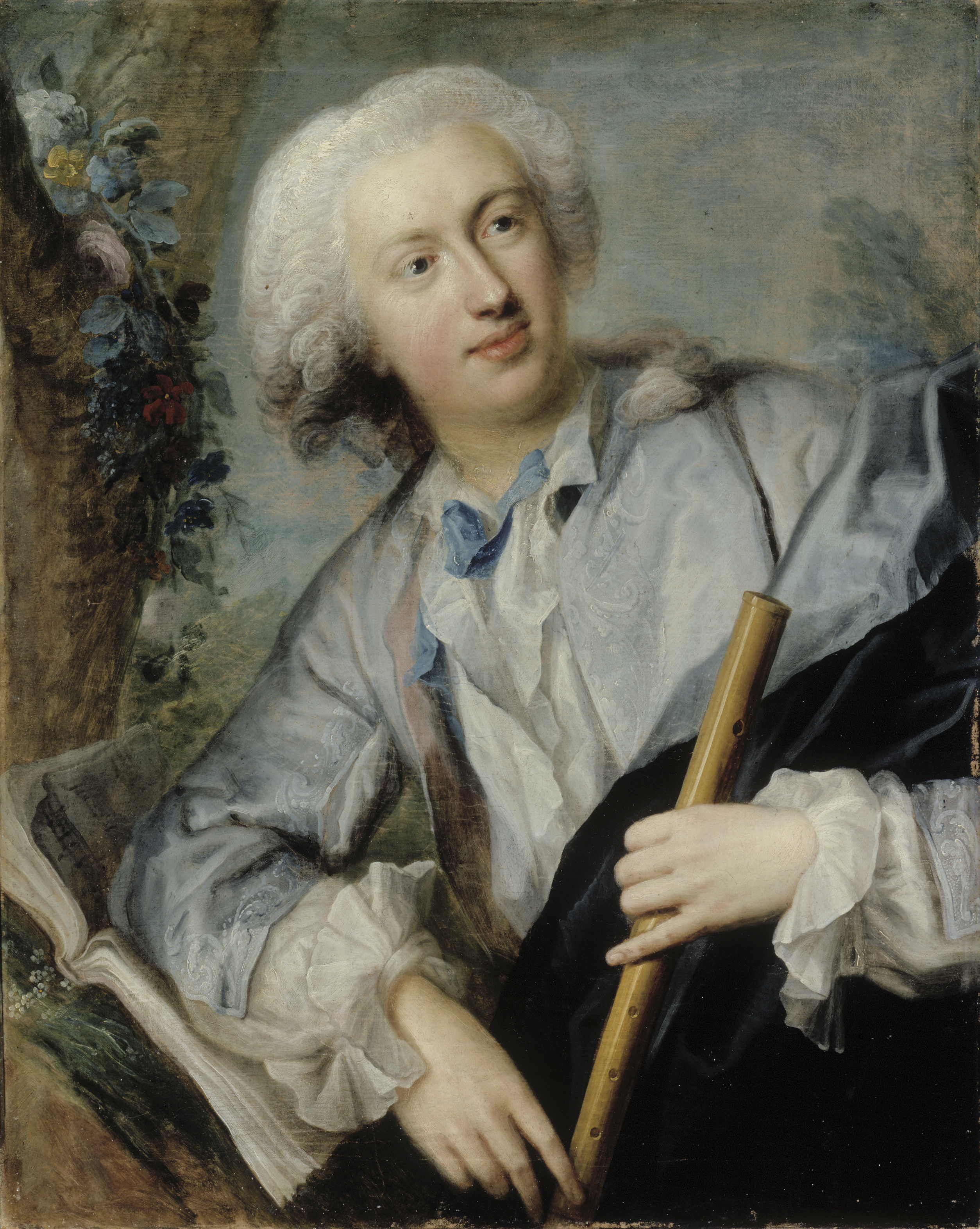
Flöjtblåsande gosse (1734). Konstmuseet Sinebrychoff, Helsingfors.
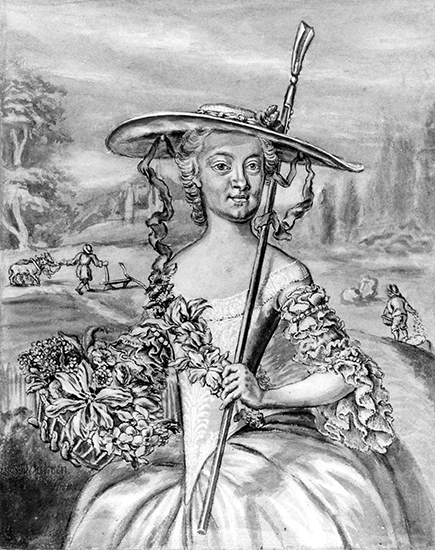
Friherrinnan Sigrid Eva Stromberg, maka till Adolf Rudbeck, teckning kallad "Våren" (1739). Södermanlands museum.
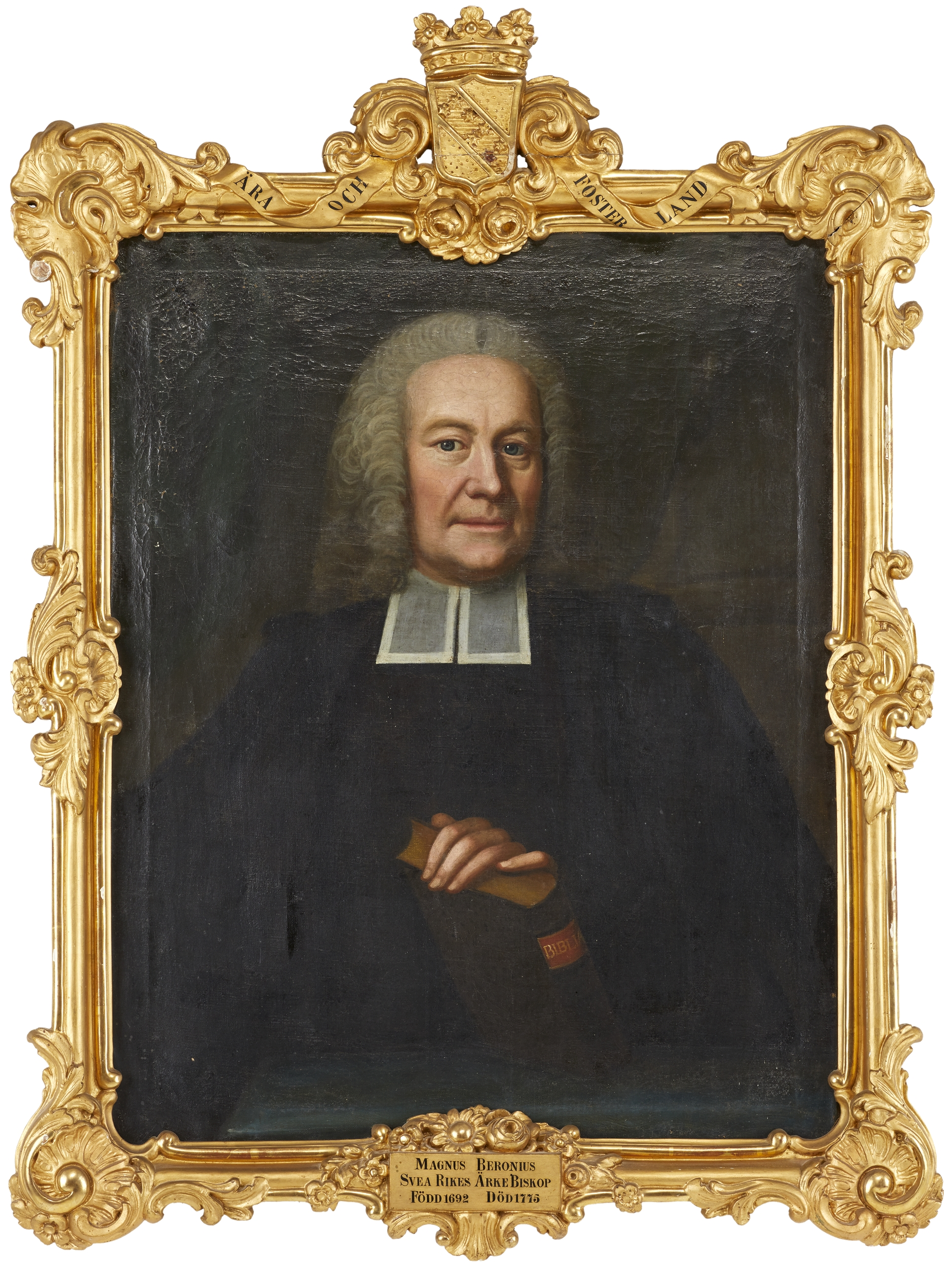
Porträtt av ärkebiskop Magnus Beronius (1742).
Fredrik I, kopia efter Georg Engelhard Schröder, Nationalmuseum.
Fredrik I, kopia efter Martin Mijtens den yngre, Nationalmuseum, Stockholm.
Hedvig Ulrika Taube, Nationalmuseum, Stockholm.
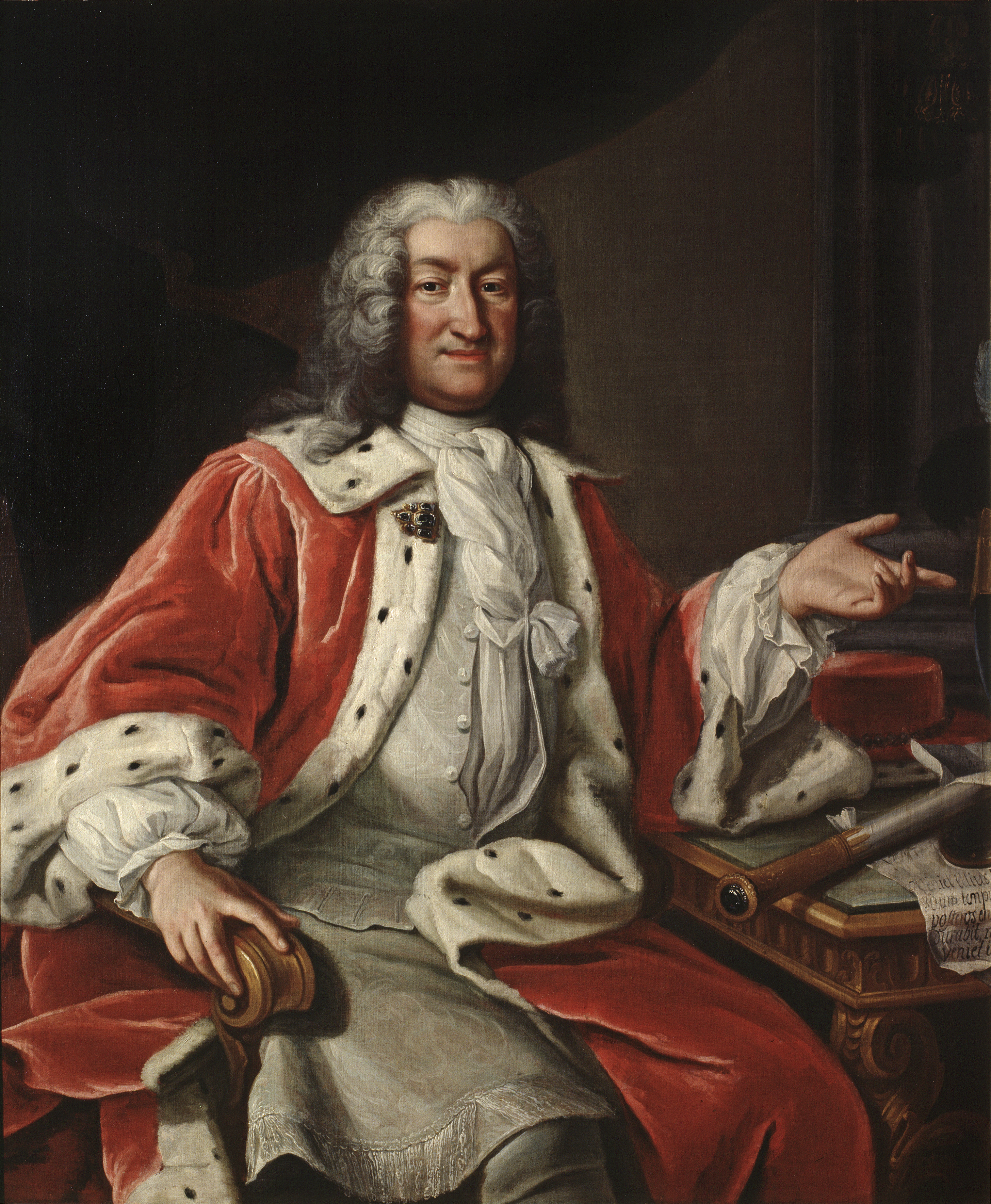
Arvid Horn, efter Georg Engelhard Schröder. Nationalmuseum, Stockholm.
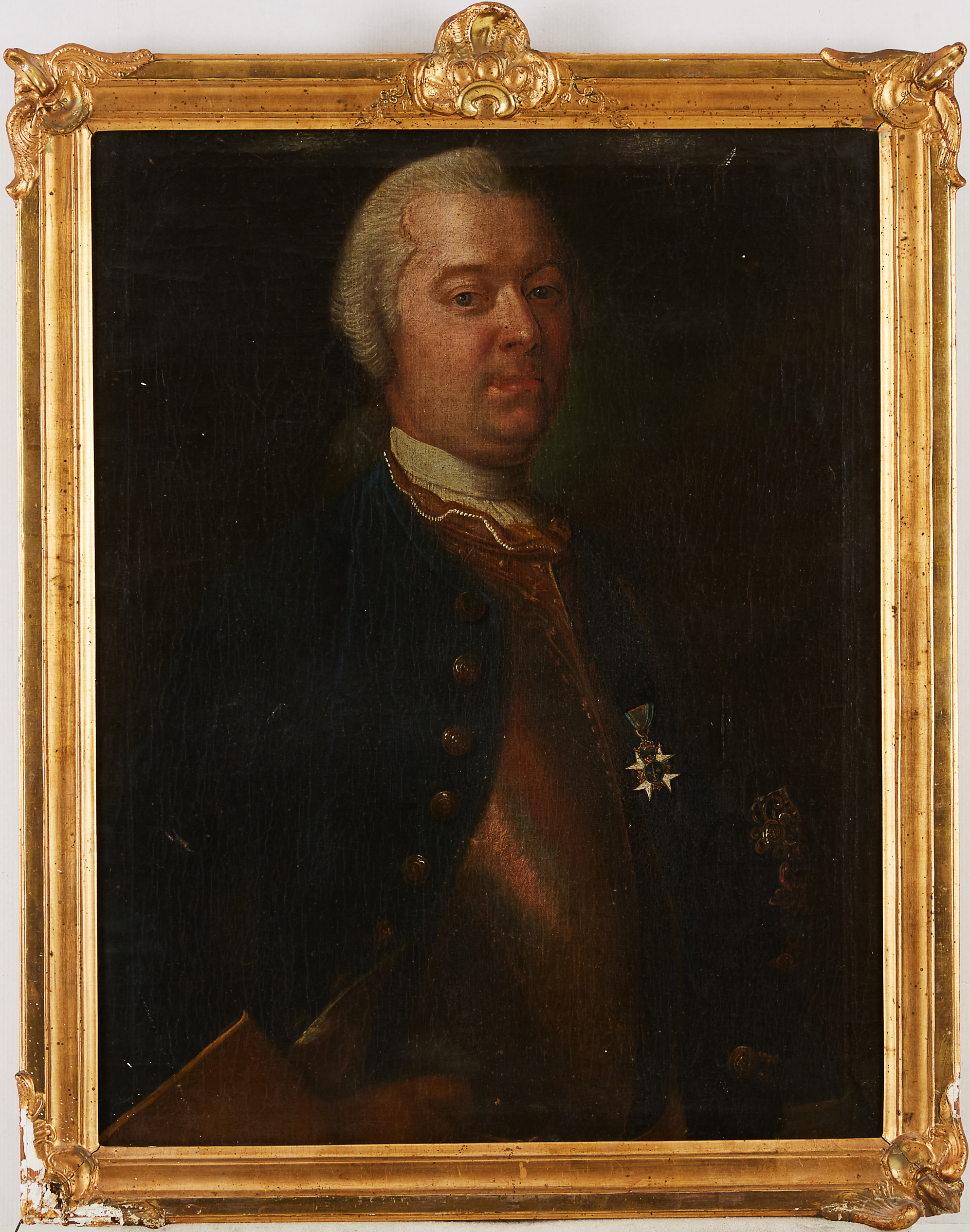
Claes Christoffer Ekeblad.
Erik Brahe.  Skoklosters slott.
Samuel Åkerhielm den yngre. Nationalmuseum.
Carl Gyllenborg, Nationalmuseum.